# Pesnica (Podravska)
Pesnica (Duits: Pößnitzhofen) is een gemeente in de Sloveense regio Podravska en telt 7244 inwoners (2002).

## Plaatsen in de gemeente
Dolnja Počehova, Dragučova, Drankovec, Flekušek, Gačnik, Jareninski Dol, Jareninski Vrh, Jelenče, Kušernik, Ložane, Mali Dol, Pernica, Pesnica pri Mariboru, Pesniški Dvor, Počenik, Polička vas, Polički Vrh, Ranca, Ročica, Slatenik, Spodnje Dobrenje, Spodnje Hlapje, Spodnji Jakobski Dol, Vajgen, Vosek, Vukovje, Vukovski Dol, Vukovski Vrh, Zgornje Hlapje, Zgornji Jakobski Dol
Benedikt · Cerkvenjak · Cirkulane · Destrnik · Dornava · Duplek · Gorišnica · Hajdina · Hoče-Slivnica · Juršinci · Kidričevo · Kungota · Lenart · Lovrenc na Pohorju · Majšperk · Makole · Maribor · Markovci · Miklavž na Dravskem polju · Oplotnica · Ormož · Pesnica · Podlehnik · Poljčane · Ptuj · Rače-Fram · Ruše · Selnica ob Dravi · Slovenska Bistrica · Središče ob Dravi · Starše · Sveta Ana · Sveta Trojica v Slovenskih goricah · Sveti Andraž v Slovenskih goricah · Sveti Jurij · Sveti Tomaž · Šentilj · Trnovska vas · Videm · Zavrč · Žetale
1. ↑  "Prebivalstvo po starosti in spolu, občine, Slovenija, polletno". Statistični urad Republike Slovenije. Geraadpleegd op 18 april 2021.